# Mundaganur, Bilgi
Mundaganur là một làng thuộc tehsil Bilgi, huyện Bagalkot, bang Karnataka, Ấn Độ.